# Ley del Suelo de España
La Ley del Suelo es una ley que regula los derechos y obligaciones de los propietarios de terrenos en España. Es la piedra angular del Derecho urbanístico, en tanto que regula el derecho a edificar y el valor del suelo. La primera ley del suelo española fue promulgada en 1956 y la más reciente data de 2007. Tras una reforma legislativa producida en 2015, actualmente es un Real Decreto Legislativo que aprueba el texto refundido de la Ley del suelo y rehabilitación urbana.

## Los precedentes
Como normativa de la construcción se aplican, en las ciudades de importancia, las Ordenanzas Municipales no obstante, no son verdadera normativa estatal. De entre ellas destacan las de Madrid recopiladas por Torrija en 1661 y Ardemans en 1791, las recomendaciones sobre policía urbana de las Ordenanzas de Intendentes y Corregidores de 1749; y la Novísima Recopilación que recoge preceptos sobre edificación de solares yermos y empedrado de calles. De otro lado están las normas de colonización.

### La legislación española decimonónica sobre ensanche y reforma
España no se ve afectada de modo tan importante como Europa por la problemática de las condiciones de vida surgidas de la revolución industrial, que dan lugar al surgimiento de normativas higienistas. El naciente urbanismo español tiene un carácter básicamente expansionista, destacando la legislación sobre ensanche y reforma interior de poblaciones.
Destacan como Ordenanzas municipales las de Policía Urbana y Rural de Madrid, de 1847, y, sobre todo, las de Barcelona de 1856, que contienen algunos atisbos de zonificación mediante previsiones de espacios reservados a instalaciones industriales.

### La legislación de Miguel Primo de Rivera
La fase sanitaria se inicia en el siglo XX con la reglamentación general que impone la Instrucción General de Sanidad de 12 de enero de 1904 a la que siguen las Instrucciones Técnico-Sanitarias para los Pequeños Municipios de 1923. 
El avance más notable se da con el Estatuto Municipal de 1924, y su Reglamento de Obras, Servicios y Bienes Municipales de 14 de julio de 1924. Destaca también la Real Orden del 17 de noviembre de 1925, que aprueba el Reglamento y Nomenclátor de los Establecimientos Incómodos, Insalubres y Peligrosos, determinando las formalidades para la concesión de licencias y normas de clasificación e imposición a dichos establecimientos de las condiciones precisas para autorizar su funcionamiento.
Aunque el Estatuto carece de auténtica originalidad permite configurar la actividad urbanística como cometido ordinario de los ayuntamientos, muy de acuerdo con el espíritu de afirmación de la autonomía municipal de todo el texto de José Calvo Sotelo donde se concreta el papel y la misión del planeamiento dentro de aquella actividad. Concretamente impone la obligación de redactar un plan de ensanche con objeto de ordenar el extrarradio, la superficie comprendida entre del conjunto formado por el casco urbano y sus ensanches, y el límite del término municipal.
En noviembre de 1926 se celebra el XI Congreso Nacional de Arquitectos, y primero en tratar sobre temas urbanísticos. César Cort se postula como ardiente defensor del estatuto en contra de otras opiniones que ponían de manifiesto las limitaciones de la norma como Nicolau Maria Rubió i Tudurí quien había entrado en contacto con el ambiente howardiano de la ciudad-jardín británica plasmado en el Regional Planning.

## Las Leyes del Suelo de la etapa franquista
La primera ley urbanística moderna fue promulgada durante la Segunda Guerra Mundial el 17 de agosto de 1942 y suscrita por Dino Grandi, presidente de la Cámara del Fascio (Camera dei Fasci e delle Corporazioni).

"...Se trata del primer texto de amplio enfoque general del problema urbanístico, donde el planeamiento tiene tratamiento protagonista. Toda la actividad urbanística debe estar realizada a través de un jerarquizado sistema de planes, acompañados de un conjunto de normas sobre la actividad constructiva..."
Fernando de Terán

Esta ley contemplaba, en escalón jerárquico superior, los planes directores territoriales de coordinación que limitaban la libertad de planificación de los municipios, que tenían la obligación de redactar un plan regulador general a desarrollar mediante planes reguladores particularizados de aplicación en los sectores de homogeneidad constructiva. En esta ley Benito Mussolini atribuye a los propietarios del derecho a urbanizar, agrupados a través de un consorcio que los represente. Es el antecedente de las Juntas de Compensación.
La ley francesa de 15 de junio de 1943, la Ley sobre Planes de Ordenación de Ciudades, de Bélgica de 23 de octubre de 1946, la Ley de Planeamiento Urbano y Rural de Inglaterra de 6 de junio de 1947 (Town and Country Planning Act, de 1947 ) y la Ley sobre el Planeamiento del Territorio Nacional de Polonia de 3 de enero de 1945.

### Ley del Suelo de 12 de mayo de 1956
La primera Ley del Suelo fue promovida por el arquitecto Pedro Bidagor, alrededor de quien se movió durante tres décadas la política urbanística española y a pesar de que nunca llegó a sintonizar con la Dirección General de Administración Local, tutora y orientadora de los Ayuntamientos, ni tampoco el Ministro de la Gobernación respaldó su política:

«...En cambio, los propios Ayuntamientos, en su mayoría, lo entendían mejor, pero estaban inermes. Incluso dentro  de su propio Ministerio, tanto cuando era Gobernación como cuando fue Vivienda, Bidagor  nunca tuvo el apoyo decidido de algún Ministro que se sintiera, ante todo, urbanista (todos lo fueron de la Vivienda)...»
Emilio Larrodera

Se trata de una ley avanzada que nace sin los necesarios apoyos políticos y sin adecuado tejido profesional para desarrollarla en la práctica. Bidagor, jefe de una sección en la Dirección General de Arquitectura en el Ministerio de Gobernación, aún contando con el apoyo del Jefe del Estado, fue incapaz de convencer a los municipalistas de la Dirección General de Administración Local.
La Ley del Suelo y Ordenación Urbana de 1956 eleva el planeamiento a elemento fundamental del nuevo sistema. Se limita profundamente el ius aedificandi, intentando regular el uso del suelo conforme a la función social de la propiedad. Configura las facultades dominicales sobre los terrenos según su clasificación urbanística, constituyendo un estatuto jurídico del suelo, de forma tal que esas limitaciones y deberes que implica definen el contenido normal de la propiedad según su naturaleza y, por tanto, no dan lugar a indemnización.
El urbanismo pasa, pues, a convertirse en una competencia integral de la Administración, sin cuya previsión planificadora y autorización ninguna urbanización o construcción es ya posible. Pero al mismo tiempo, reserva todas las plusvalías generadas por la renta urbana a los propietarios sin participación social alguna, consagrando el nivel máximo de capitalismo urbanístico.
Se estableció una primera regulación del Régimen Urbanístico del suelo, con una división en clases:
1. Suelo urbano: aquel que está situado en zonas consolidadas por la edificación, o bien cuenta con una serie de servicios urbanísticos (acceso rodado, abastecimiento de agua y alcantarillado y suministro de electricidad).
2. Suelo de reserva urbana: susceptible de urbanización mediante los correspondientes planes parciales.
3. Suelo rústico: el resto del territorio municipal, asignándosele un aprovechamiento directo de 1m³ de edificabilidad por cada 5m² de superficie (0,2m³/m²).

Cada una de estas clases llevaría establecidas unas determinaciones. De este modo: 
1. El Suelo urbano o el Suelo de reserva urbana queda determinado cómo: viales y plazas, parques y jardines, equipamientos, o edificación privada.

1. El Suelo rústico: queda categorizado cómo común o protegido. Además existen ciertas normas que ligan la construcción al sistema agropecuario o que limitan la segregación de parcelas.

Aparecen una serie de figuras de planeamiento:
1. Plan nacional. Establece las directrices principales de ordenación urbanística del territorio nacional.
2. Plan provincial. Establece las directrices de ordenación urbanística dentro de una provincia.
3. Plan General de ordenación municipal o comarcal. Podía englobar varios municipios homogéneos. Establece las directrices de ordenación urbanística dentro de su zona de actuación. Es el único plan que clasifica el suelo, determinando los límites físicos entre las distintas clases establecidas en el Régimen del Suelo. Aparece por tanto el concepto de clasificación urbanística. Es el único plan que llegó a realizarse.
4. Plan especial. Ordena conjuntos histórico-artísticos, sectores especiales, etc.
5. Plan parcial. Define de forma detallada la calificación y uso del suelo de un sector.
6. Proyecto de urbanización. Detalla y desarrolla las obras de infraestructura y servicios de un plan parcial.

Para gestionar el desarrollo del planeamiento se utilizan cuatro sistemas de actuación. Dos solo pueden ser llevados a cabo por la administración, siendo estos la expropiación (la administración expropia y urbaniza) y cooperación(solo aplicable en zonas con un rápido crecimiento, la administración urbaniza a costa de los propietarios iniciales, que no obstante mantienen sus derechos. Uno que puede ser llevado a cabo bien por administración, bien por particulares, llamado Compensación, que por medio de la creación de una nueva personalidad jurídica llamada junta de compensación, urbaniza y reparte de forma solidaria cargas y beneficios. Y por último uno que puede ser llevado a cabo por particulares, el de Cesión de Viales, en el que cada propietario cede al ayuntamiento el terreno necesario para construir viales, parques y jardines, quedándole sus solares reducidos sobre la parcela inicial pero preparados para construir.
La ley introduce un régimen de valoración del suelo por razones urbanísticas (en expropiaciones), en correspondencia con la diferenciación en la clasificación de los diversos suelos. Así, al suelo urbano se le asignó el valor comercial o valor venal, tasándose según las cotizaciones del mercado; al suelo de reserva urbano, valor urbanístico y valor expectante, que trataban de captar las expectativas de urbanización y edificación, asignándose, por último, al suelo rústico un valor inicial, que sólo tenía en cuenta sus rendimientos agrícolas, sin incluir aprovechamiento urbanístico alguno.
Este sistema, que permite la apropiación desigual de las plusvalías urbanísticas generadas por la colectividad en favor de unos y no otros propietarios, se corregía únicamente en operaciones urbanísticas concretas, a través del principio de justa distribución de beneficios y cargas del planeamiento, mediante la técnica de la reparcelación que permite la unificación de todas las parcelas de un polígono y proceder después a su nueva división compensando a todos los propietarios por igual.
La confusa redacción de la Ley del Suelo de 1956, originada por la variedad de influencias y técnicas que incorporaba, provocó durante años su rechazo. Pero a medida que se fueron sustituyendo las viejas Ordenanzas Municipales por los nuevos Planes Generales de Ordenación, para cuya elaboración la ley otorgaba a la Administración la más amplia de las discrecionalidades, se abusó ampliamente de ella. Sin sujeción a estándares urbanísticos de obligado cumplimiento que sujetaran la ignorancia y desidia de arquitectos, funcionarios y políticos y la presión de los especuladores, se inició la destrucción irreparable de los cascos y ensanches de muchas ciudades españolas, así como de enormes zonas costeras.
En cuanto a los efectos de esta nueva ley, la opinión de Fernando de Terán es pesimista, teniendo a su favor la creación de una conciencia sobre el planeamiento urbanístico. Para Emilio Larrodera el desarrollo edificatorio supera a la norma, pero ello no supone un fallo de la ley, sino el de su aplicación.

«...La separación del Urbanismo de la Administración Local al crearse el Ministerio de la Vivienda y la política forzada de los Planes de Desarrollo, fomentando la industrialización del país, fueron circunstancias que influyeron negativamente en la política urbanística y junto con ello la escasa atención que encontraron las reacciones, en muchos casos tardías del Urbanismo oficial...»
Emilio Larrodera

Enmarcados en el desarrollo del Plan Nacional, se aprobó la Ley 52/1962, de 21 de julio, sobre valoración de terrenos sujetos a expropiación en ejecución de los planes de vivienda y urbanismo, y más adelante el Reglamento de Edificación Forzosa y Registro Municipal de Solares (D 635/1964) y el Reglamento de reparcelaciones de suelo afectado por planes de Ordenación Urbana, (RD 1006/1966).

### La Ley de 2 de mayo de 1975
La Ley de 1956 fue objeto de una primera reforma por ley 19/1975 que dio lugar al Texto Refundido de ambas leyes (RD 1346/1976), dicha norma fue objeto de desarrollo por el Reglamento de Planeamiento (RD 2159/1978), el Reglamento de Gestión Urbanística (RD 3288/1978) y el Reglamento de disciplina urbanística (RD 2187/1978). Siguió vigente el Reglamento de Edificación Forzosa y Registro Municipal de Solares (D 635/1964).
La reforma afectó al régimen del suelo, redefiniendo las clases de suelo y haciendo evolucionar las determinaciones hacia el concepto de calificación del suelo. 
Las clases de suelo respecto al nuevo régimen se corresponden parcialmente con las anteriores. El suelo urbano se sigue llamando igual, aunque retocando su definición. El anterior suelo de reserva urbana se desdobla en suelo urbanizable programado (aquel que ha de ser urbanizado inmediatamente) y suelo urbanizable no programado (que se reserva para su desarrollo futuro mediante Programas de Actuación Urbanística). La modificación más sustancial reside en el régimen del suelo no urbanizable. La definición de las nuevas clases queda como sigue:
1. Suelo urbano: Es aquel que tenga acceso rodado, abastecimiento de agua, evacuación de agua y suministro de energía eléctrica, o bien aquel que está comprendido en áreas consolidadas por construcción en al menos la mitad de su superficie. Aquel suelo que tenga plan parcial aunque no esté urbanizado, también será suelo urbano.
2. Suelo urbanizable programado: Se realiza según previsiones temporales del plan que suelen ser de uno o dos cuatrienios.
3. Suelo urbanizable no programado: Previsto para necesidades futuras. Se puede equiparar al suelo de reserva urbana de la ley del 56. se transforma en suelo urbanizable programado con un Programa de Actuación Urbanística y se desarrolla según las necesidades urbanísticas con un Plan Parcial.
4. Suelo no urbanizable: Elimina el derecho al aprovechamiento mínimo que la anterior ley reconocía.

Dentro de las categorías de suelo urbano y urbanizable, aumentó los deberes de los propietarios de urbanizar y edificar y amplió las cesiones de suelo para fines públicos. En suelo urbanizable, impuso la cesión del 10% del aprovechamiento medio. Se puede decir por ello que se incrementó la participación de la comunidad en las plusvalías urbanas y se intensificó la aplicación del principio de reparto de beneficios y cargas más allá de las operaciones de reparcelación.
Del mismo modo que en la anterior ley cada clase de suelo tenía unas determinaciones, en la nueva cada clase tiene una calificación. 
1. El Suelo urbano o Suelo urbanizable Programado puede ser Suelo residencial, suelo industrial, suelo dotacional o sistemas generales.
2. Para el Suelo urbanizable no programado se dan unos usos preferentes para el futuro.
3. El Suelo no urbanizable puede ser común o protegido.

La ley modifica sustancialmente los instrumentos de planeamiento, teniendo como novedad la necesidad de un estudio económico y financiero entre los trabajos a realizar para llevarlos a cabo. Quedan definidos:
1. Plan Nacional de Ordenación
2. Planes Directores Territoriales de Coordinación. Podrán tener ámbito supraprovincial, provincial o comarcal.
3. Planes Generales Municipales. Se desarrollarán, según los casos, en 
  1. Planes Parciales.
  2. Planes Especiales.
  3. Programas de Actuación Urbanística.
  4. Estudios de Detalle.
4. Normas Complementarias y subsidiarias del planeamiento . Son instrumentos pensados para municipios pequeños, es el único instrumento que no necesita estudio económico.

En cuanto a los sistemas de actuación para el desarrollo de los planes, mantiene los de compensación, cooperación y expropiación, eliminando el método de cesión de viales.
El aprovechamiento medio era un valor abstracto expresivo del valor medio del aprovechamiento lucrativo correspondiente a todo el sector en que se sitúa la parcela. Se determinaba en el Plan General solo para el suelo urbanizable programado, con lo que el suelo urbano quedaba fuera de la distribución de cargas y beneficios. No obstante, el art. 78.3 del Reglamento de Gestión habilitaba la reparcelación voluntaria en unidades especialmente discontinuas en el suelo urbano, permitiendo así utilizar para equipamientos terrenos liberados de su aprovechamiento lucrativo por transferencia a otras parcelas en las que el Plan permitía la acumulación.
La Reforma de 1975 supuso también una mayor nivelación en la valoración de unos y otros suelos que, a partir de entonces, con la desaparición del valor comercial y del expectante, se reducen a dos: el valor urbanístico y el 'valor inicial.
La nueva ley se desarrolla a través de tres nuevos reglamentos aparecidos en 1978, que introducen importantes estándares urbanísticos. Se reguló la nueva figura de los Planes Directores Territoriales de Coordinación, para coordinar el planeamiento físico con el socioeconómico. En cuanto a los Planes Generales de Ordenación Municipal se reduce la discrecionalidad planificadora. Se regulan los sistemas de gestión del suelo: la expropiación, la cooperación y la compensación. Destaca también la regulación de la disciplina urbanística. Siguen a su vez vigentes los dos desarrollados en la ley del 56.

## El primer periodo socialista (1982-1996)

### La Ley de Suelo de 1990
Ya con el PSOE en el gobierno se aprueba la ley 8/1990, fue promovida por el gobierno de González, 25 de julio (texto refundido de 1992) de Reforma del Régimen Urbanístico y Valoraciones del Suelo. Reforma el apartado referente a propiedad suelo, ahondando en la evolución del ius aedificandi que se había iniciado en 1956. Los derechos sobre el suelo ya estaban ligados a la clase a la que pertenecían, ahora se ligan también al nivel de desarrollo que tengan. Aclara así la posición jurídica del suelo y potencia las facultades de la Administración en orden a la intervención tanto en la definición de los aprovechamientos como en el seguimiento del correcto seguimiento de los plazos de ejecución. Un suelo va adquiriendo derechos de la siguiente manera:
1. se adquiere el derecho a urbanizar cuando esté aprobado el planeamiento específico. Esta etapa supone la conversión del suelo rústico a suelo urbanizable.
2. se adquiere el derecho al aprovechamiento urbanístico, determinado por aplicación del aprovechamiento tipo marcado en el planeamiento municipal, cuando se cumplen los deberes de cesión, equidistribución y urbanización en los plazos fijados. Este paso supone la conversión de suelo urbanizable a suelo urbano.
3. se adquiere el derecho a realizar las obras de edificación por la obtención de la licencia y cesa por caducidad de esta en un expediente abierto al efecto. En esta etapa se materializa la edificación.
4. se adquiere el derecho al uso de la edificación, que incorpora al patrimonio la edificación, una vez ejecutada esta con arreglo a la licencia y ajustada a la ordenación en vigor. Esta etapa culmina el proceso.

La Administración tiene potestad para regular los plazos en que los derechos han de ejercitarse bajo sanción de pérdida o reducción. Además, en cada fase del proceso, el valor del suelo se determina conforme a las etapas que se hayan completado, de forma que un suelo urbanizable, cuando no se ha iniciado la primera etapa se valora conforme a su valor inicial, mientras que si ese mismo terreno ha cumplido la tercera, se valorará conforme al valor de mercado. Este sistema de valoraciones se extiende a cualquier circunstancia, no solo a las valoraciones por razones urbanísticas.
La ley recoge la complejidad administrativa que comporta la existencia de varias clases de suelo entre los que el urbanizable no programado y el no urbanizable no tienen aparejado ius aedificandi alguno. Sin embargo, en el interior del suelo urbano la nivelación por zonas se trata de alcanzar con las técnicas del aprovechamiento tipo y las transferencias de aprovechamientos urbanísticos (TAU), entre diversas zonas y parcelas. Además, en este suelo, como en el urbanizable programado, se produce la cesión en favor del municipio del 15% del aprovechamiento tipo y otros porcentajes mayores en otros casos, en cuanto los propietarios solo tienen derecho a hacer solar edificable el 85% de su parcela.
La Administración, ve por otro lado potenciadas sus posibilidades de intervención en el mercado inmobiliario atribuyéndose los derechos de tanteo y retracto en las transmisiones onerosas de terrenos y edificaciones que se produzcan en las áreas que a tal efecto se delimiten. Asimismo se potencian los patrimonios municipales del suelo para los que los Ayuntamientos podrán adquirir suelo no urbanizable, medida esta que sugiere la posibilidad de una inmediata operación de reclasificación de este suelo y su conversión en urbanizable.
Finalmente, las disposiciones de esta ley han de ser complementadas con las normas de las comunidades autónomas al amparo de la competencia que en materia de ordenación del territorio, urbanismo y vivienda les atribuye la Constitución.
Esta ley no deroga totalmente la del 75, perdurando algunos de sus artículos. Se publica un texto refundido: Real Decreto 1/92 de junio que aprueba el texto refundido sobre el régimen del suelo y ordenación del territorio. Sucede lo mismo con los reglamentos, algunos artículos son derogados y otros permanecen vigentes.

### Sentencia 61/1997 del Tribunal Constitucional
El Tribunal Constitucional, en sentencia del 20 de marzo de 1997, derogaría casi en su totalidad la ley de 1990/92. Los recursos presentados por muchas Comunidades autónomas se basaban en que la ley invadía sus competencias sobre ordenación del territorio. El tribunal entendió que el complejo sistema de etapas y redistribución de beneficios y cargas entre zonas, prefiguraba un modelo urbanístico que dejaba sin margen de diferenciación a las administraciones autonómicas. Únicamente reconocía competencias al Estado para determinar los derechos y deberes básicos, sin entrar a detallar las técnicas urbanísticas.
Por lo tanto el estado español infringía la constitución española en su Artículo 148.3 Competencias de las comunidades autónomas, Ordenación del territorio, urbanismo y vivienda" Constitución española de 1978.
Generando un monopolio absoluto sobre desarrollo del suelo. Impedía a las administraciones públicas generar nuevas instalaciones para su desarrollo, hospitales, colegios, instituciones, delegaciones de los ayuntamientos. Después de la derogada la legislación anterior el gobierno no tiene más remedio que generar nuevas leyes para establecer un régimen de suelo y valoraciones.

## El primer periodo de gobierno del Partido Popular (1996-2004)

### Ley 7/1997, de 14 de abril, de medidas liberalizadoras en materia de suelo y de Colegios Profesionales
Bajo el argumento de que el elevado precio del suelo, unido a la discrecionalidad existente en la administración impide garantizar el acceso a la vivienda, y con la finalidad de abaratar el suelo, plantea medidas encaminadas a incrementar la oferta de suelo disponible para urbanizar. Para ello elimina la distinción entre suelo urbanizable programado y no programado, siendo ahora todo él urbanizable. Simplifica además procedimientos acortando plazos.(Cfr. Texto Ley 7/1997, ) 
Para abaratar los honorarios profesionales reconoce la sujeción del ejercicio al régimen de libre competencia, limita la colegiación al domicilio del profesional, válida para todo el territorio nacional y también elimina la potestad de fijar honorarios mínimos. Se consigue así un entero en el ámbito de la libre colegiación, que estaba sujetada a diversos pagos de inscripción y mensualidades desproporcionadas. Se establece que el indispensable requisito de colegiación deberá únicamente realizarse en el Colegio Territorial correspondiente al domicilio del profesional, si bien podrán establecer baremos de honorarios orientativos.

### La Ley del Suelo de 1998
La Ley 6/1998, de 13 de abril, sobre régimen del suelo y valoraciones fue promovida por el gobierno de Aznar y aprobada el 13 de abril. Venía a llenar el vacío legal dejado por la sentencia 61/1997 derogatoria y estuvo vigente hasta el 1 de julio de 2007.(Cfr. Texto Ley 6/1998, de 13 de abril.) 
En cuanto a Régimen del suelo, las clases son las mismas que este gobierno ya fija en la ley 7/1997, de 14 de abril, de medidas liberalizadoras en materia de suelo y de Colegios Profesionales. La ley del 98 explica el modo en que se aplicará esto a los planeamientos anteriores en su disposición transitoria primera. La principal novedad está en cómo se definen estas clases:
1. Suelo urbano: Será el suelo ya transformado por contar, como mínimo, con acceso rodado, abastecimiento de agua, evacuación de aguas y suministro de energía eléctrica o por estar consolidados por la edificación en la forma y con las características que establezca la legislación urbanística, o los terrenos que en ejecución del planeamiento hayan sido urbanizados de acuerdo con el mismo.
2. Suelo no urbanizable:Serán aquellos terrenos que deban incluirse en esta clase por estar sometidos a algún régimen especial de protección incompatible con su transformación de acuerdo con los planes de ordenación territorial o la legislación sectorial, en razón de sus valores paisajísticos, históricos, arqueológicos, científicos, ambientales o culturales, de riesgos naturales acreditados en el planeamiento sectorial, o en función de su sujeción a limitaciones o servidumbres para la protección del dominio público, o aquellos terrenos que el planeamiento general considere necesario preservar por los valores a que se ha hecho referencia en el punto anterior, por su valor agrícola, forestal, ganadero o por sus riquezas naturales, así como aquellos otros que considere inadecuados para un desarrollo urbano.
3. Suelo urbanizable: Será todo el que no tenga ninguna de las dos condiciones anteriores será urbanizable, y podrá ser objeto de transformación.

En este tipo de legislación, vigente en la actualidad en algunas leyes autonómicas, es necesario justificar la decisión de clasificar un suelo como no urbanizable, en contraposición con la tradición anterior en la que se estudiaba cual debía ser urbanizable, o dicho de otro modo como debería crecer la ciudad. El razonamiento que lo inspiró pretende que al poner en el mercado una gran cantidad de suelo que puede desarrollarse, el precio de este bajará.
Las cualidades de cada clase de suelo terminan de fijarse con los derechos y deberes de sus propietarios. Están relacionados con las cargas y beneficios y con el retorno de plusvalías. 
En el Título V considera varios supuestos indemnizatorios: por alteración de planeamiento, diferenciando cuando el perjudicado tiene licencia en vigor; limitaciones singulares, o en orden a la conservación de edificios, en lo que excedan de los deberes legalmente establecidos, pretendiendo de la administración:

"...Cuando se produzca la anulación de una licencia, demora injustificada en su otorgamiento o su denegación improcedente, los perjudicados podrán reclamar de la  administración el resarcimiento de los daños y perjuicios causados..."
Artículo 44.2.

En materia de valoraciones el suelo no urbanizable se valora por comparación a partir de valores de fincas análogas.
El suelo urbanizable se valora por el método residual dinámico, que consiste en valorarlo deduciéndolo del valor de sus aprovechamiento actualizado en la zona en la que esta se ubica.

### Sentencia 164/2001 del Tribunal Constitucional
Deroga parte de la Ley del Suelo del 98, por invadir parte de las competencias de las comunidades autónomas y de los ayuntamientos. Entre otros, se interpretaron los artículos relativos a la clasificación de suelo como urbanizable (arts. 9 a 11) de tal forma que permitía un amplio margen de actuación en este ámbito a los entes territoriales, lo que en la práctica anuló muchos de los efectos liberalizadores que se atribuían a la ley.
La sentencia contó con un voto particular disidente de Manuel Jiménez de Parga.

## La segunda etapa socialista (2004-2011)

### La ley del suelo de 2007
Por iniciativa de la nueva ministra de vivienda María Antonia Trujillo, el 1 de julio de 2007, entró en vigor la Ley 8/2007 del Suelo. La norma, aprobada el 10 de mayo de 2007, en el Congreso, sustituye a la Ley 6/1998 de Régimen del suelo y Valoraciones.
En relación con la anterior su primera novedad es que no clasifica urbanísticamente el suelo, considerando dos situaciones básicas del mismo rural y urbanizado (art.12), en función de las características objetivas actuales del mismo. 
La nueva ley no elimina el paso de suelo rural a la de suelo urbanizado, mediante la urbanización, por lo que es claro que hay que entender que el legislador autonómico puede mantener la clasificación como suelo urbanizable y la posterior ejecución del planeamiento que así lo prevea.
Así pues, de acuerdo a la nueva legislación estatal, solamente puede clasificarse como urbanizable el suelo preciso para satisfacer las necesidades que lo justifiquen, se entiende que en el criterio de la Administración competente, la común exigencia de motivación de los actos de las Administraciones públicas.
Protege a los propietarios frente a los promotores de la actuación. «Los convenios o negocios jurídicos que el promotor de la actuación celebre con la Administración correspondiente, no podrán establecer obligaciones o prestaciones adicionales más gravosas que las que procedan legalmente en perjuicio de los propietarios afectados. La cláusula que contravenga estas reglas será nula de pleno Derecho.» (art. 16.3)
Entre las principales novedades de esta ley, destaca el mandato para que las Administraciones reserven del 30% del suelo residencial de las nuevas unidades de actuación para viviendas sujetas a un régimen de protección pública, viviendas protegidas, permitiendo que la legislación fije o permita «excepcionalmente una reserva inferior para determinados municipios o actuaciones, siempre que, cuando se trate de actuaciones de nueva urbanización, se garantice en el instrumento de ordenación el cumplimiento íntegro de la reserva dentro de su ámbito territorial de aplicación y una distribución de su localización respetuosa con el principio de cohesión social». (Art. 10.b)
El art. 10 de la Ley del Suelo ha elevado la reserva mínima para la construcción de viviendas protegidas, al 30 % de la edificabilidad residencial en el suelo que vaya a ser incluido en actuaciones de urbanización, que son una parte de las actuaciones de transformación urbanística, e incluyen tanto las de nueva urbanización, que suponen el paso de un ámbito de suelo de la situación de suelo rural a la de urbanizado para crear, junto con las correspondientes infraestructuras y dotaciones públicas, una o más parcelas aptas para la edificación o uso independiente; como las que tengan por objeto reformar o renovar la urbanización de un ámbito de suelo urbanizado.
Amplía la banda de cesión de aprovechamiento, concretamente en el apartado 1.b) del art. 16 LS establece que: «Con carácter general, el porcentaje a que se refieren los párrafos anteriores no podrá ser inferior al cinco por ciento ni superior al quince por cient y de forma excepcional permite a la legislación sobre ordenación territorial y urbanística reducir o aumentar este porcentaje, «hasta alcanzar un máximo del veinte por ciento en el caso de su incremento».
El suelo se valora según su situación. En el caso de situación rural sólo puede tener en cuenta su potencial agrícola, aunque establece «indemnizaciones por pérdida de la facultad de participar en actuaciones de nueva urbanización» (art. 16). En el caso de suelo urbanizado se valora por su valor de mercado.
Contra algunos de sus preceptos han interpuesto recurso de inconstitucionalidad tanto 50 diputados del Grupo Popular como la Comunidad de Madrid.
Permanece vigente hasta el 27 de junio de 2008.
El 26/06/08 se publicó en el BOE el Texto Refundido de la Ley del Suelo: Real Decreto Legislativo 2/2008, de 20 de junio, por el que se aprueba el Texto Refundido de la Ley de Suelo de 2008.
La actual regulación vigente es el Real Decreto Legislativo 7/2015 de 30 de octubre por el que se aprueba el texto refundido de la Ley del Suelo y rehabilitación urbana.

### Ley de Economía Sostenible
La propuesta de Ley de Economía Sostenible plantea echar una mano a las entidades financieras y promotores con suelos en cartera para evitar la depreciación de los mismos ampliando el plazo de tres a seis años durante el cual podrán valorarse los suelos (con planeamiento aprobado y en plazo), con los parámetros de la ley anterior, más favorable, ya que permitía incluir las expectativas urbanísticas.
Finalmente es en el artículo 10 del Real Decreto Ley 6/2010, de 9 de abril, de "Medidas para el Impulso de la Recuperación Económica y el Empleo", donde se recoge la citada ampliación del plazo de aplicación de los criterios de valoración establecidos en la Ley 6/1998.

## Ley de Suelo y Rehabilitación Urbana de 2015
La Ley 20/2014, de 29 de octubre, por la que se delega en el Gobierno la potestad de dictar diversos textos refundidos, en virtud de lo establecido en el artículo 82 y siguientes de la Constitución Española, estableció en artículo uno, una autorización para la refundición de textos legales. 
En uno de su apartados, indicaba que se autorizaba al Gobierno para aprobar, sendos textos refundidos en los que se integren, debidamente regularizadas, aclaradas y armonizadas, el texto refundido de la Ley del Suelo, aprobado mediante Real Decreto Legislativo 2/2008, de 20 de junio con determinados artículos de la Ley 8/2013, de 26 de junio, de rehabilitación, regeneración y renovación urbanas. 
Basándose en dicha delegación, se publicó el Real Decreto Legislativo 7/2015, de 30 de octubre, por el que se aprueba el texto refundido de la Ley de Suelo y Rehabilitación Urbana. 